# Casper Helling
Casper Helling (Ede, 14 april 1972) is een Nederlands voormalig marathonschaatser die af en toe ook als langebaanschaatser en als wielrenner actief was. Na zijn stop als marathonschaatser werd hij trainer bij team Port of Amsterdam/SKITS.

## Biografie
In 2000 werd hij Nederlands kampioen marathon op kunstijs bij de neo-senioren. In 2007 won hij het Open NK marathon op natuurijs dat in Oostenrijk op de Weissensee bij Techendorf plaatsvond. Op 16 maart 2007 verbrak hij het werelduurrecord schaatsen dat op naam stond van Henk Angenent door in één uur een afstand te schaatsen van 41 kilometer en 969,10 meter. Dit record werd gereden in de Utah Olympic Oval in Salt Lake City. Op 13 maart 2015 verloor hij dit record aan Douwe de Vries die op de Olympic Oval in Calgary tot een afstand van 42.252,00 meter kwam. Op 24 februari 2008 won hij de “200 kilometer van Kuopio”, hij versloeg in de sprint Martijn van Es.
Op 1 juni 2008 brak Helling tijdens de Ronde van Limburg twee rugwervels. Er volgden drie maanden van herstel, waarna hij in september ging revalideren. Op 28 januari 2009 wist Helling de twintigste editie van de Alternatieve Elfstedentocht op zijn naam te schrijven, op 36-jarige leeftijd voltooide hij de 200 kilometer in 5 uur, 37 minuten en 50 seconden.
Op 10 februari 2010 eindigde Helling tijdens het NK marathonschaatsen op natuurijs als zevende.

## Langebaan

### Persoonlijke records
| Afstand      | Tijd     | Datum            | Baan       |
| ------------ | -------- | ---------------- | ---------- |
| 500 meter    | 40,37    | 17 december 1994 | Collalbo   |
| 1000 meter   | 1.21,09  | 17 maart 2003    | Nijmegen   |
| 1500 meter   | 1.58,00  | 15 februari 2007 | Heerenveen |
| 3000 meter   | 4.03,37  | 8 maart 2000     | Heerenveen |
| 5000 meter   | 6.50,10  | 9 maart 2000     | Heerenveen |
| 10.000 meter | 13.56,31 | 23 december 2001 | Heerenveen |

### Wereldrecord
| Nr. | Afstand         | Afstand      | Datum         | Baan           |
| --- | --------------- | ------------ | ------------- | -------------- |
| 1   | Werelduurrecord | 41.969,10 m* | 15 maart 2007 | Salt Lake City |

| * | = officieus wereldrecord |

### Resultaten
| Jaar | NK afstanden |
| ---- | ------------ |
| 2002 | 10.000m      |

## Wielrennen
1996
 IJSVU Monstertijdrit
1999
 IJSVU Monstertijdrit